# Казе Нуове (Павија)
Казе Нуове је насеље у Италији у округу Павија, региону Ломбардија.
Према процени из 2011. у насељу је живело 65 становника. Насеље се налази на надморској висини од 112 м.